# Darney
Darney település Franciaországban, Vosges megyében. Lakosainak száma 1078 fő (2022. január 1.). Darney Relanges, Attigny, Belmont-lès-Darney, Belrupt, Bonvillet és Hennezel községekkel határos.

## Népesség
A település népességének változása:
| Lakosok száma | 1144 | 1124 | 1163 | 1092 | 1078 | 1076 | 1065 | 1056 | 1078 |
|               | 2013 | 2015 | 2016 | 2017 | 2018 | 2019 | 2020 | 2021 | 2022 |